# Neihart
Neihart – miasto w Stanach Zjednoczonych, w stanie Montana, w hrabstwie Cascade.